# Estádio de Balaídos
O Estádio Municipal de Balaídos é um estádio de futebol localizado na cidade de Vigo, Galiza, noroeste da Espanha. Inaugurado em 30 de dezembro de 1928, é a casa do time de futebol Real Club Celta de Vigo. Possui atualmente capacidade para 24 870 pessoas e seu proprietário é o concelho de Vigo (governo municipal).

## Mundial de Futebol de 1982
Neste estádio foram jogadas três partidas do Grupo A do Mundial de Futebol de 1982:
| 14 de junho de 1982 17:15 | Itália | 0 - 0 | Polónia |  |  |
|                           |        |       |         |  |  |

| 18 de junho de 1982 17:15 | Itália    | 1 - 1 | Peru     |  |  |
|                           | Conti 18' |       | Díaz 83' |  |  |

| 23 de junho de 1982 17:15 | Itália       | 1 - 1 | Camarões   |  |  |
|                           | Graziani 60' |       | M'Bida 61' |  |  |